# Axel Andersson (trädgårdsmästare)
Axel Emil Andersson, född 19 juni 1865 i Snårestads församling, Malmöhus län, död 6 januari 1949 i Trelleborg, var en svensk trädgårdsmästare.
Andersson, som var son till A.F. Andersson och Helena Pettersson, avlade trädgårdsmästarexamen vid Alnarps lantbruksinstitut 1885, praktiserade i Tyskland, England och Frankrike 1885–1892, var därefter under tre års tid verksam som trädgårdsmästare vid Alnarp samt blev stadsträdgårdsmästare och arbetschef i Trelleborgs stad 1896. Han ledde anläggandet av Stortorget och Stadsparken, kloakbyggandet i gamla stan samt utläggning av nya gator och stensättning av de gamla. Han var sedan sin ungdom intresserad av arkeologi och under de omfattande gatuarbetena höll han noggrann utkik efter eventuella fornfynd. Redan samma år han kom till Trelleborg fann han vid kloakarbete i Algatan en sporre av järn, och den blev grunden till de fornminnessamlingar, som så småningom växte ut till Trelleborgs museum. Åren 1914–1945 var han sekreterare i den på hans initiativ tillsatta museinämnden samt föreståndare för museet.